# Синзооспора
Синзооспора је тип зооспоре специфичне грађе. Среће се на пример код представника рода Vaucheria, који припада жутозеленим алгама. Улога синзооспора је, као и код свих зооспора, у бесполном размножавању. Синзооспора је крупна и вишеједарна и на њој се налази велики број бичева, али су они распоређени тако да по пар њих полази из цитоплазме изнад сваког једра. Бичеви су међу собом једнаке дужине и грађе.